# Lycenchelys chauliodus
Lycenchelys chauliodus és una espècie de peix de la família dels zoàrcids i de l'ordre dels perciformes.

## Hàbitat
És un peix marí i d'aigües profundes que viu entre 1.005-1.124 m de fondària.

## Distribució geogràfica
Es troba al Pacífic: el Perú.

## Observacions
És inofensiu per als humans.